# Benjamin Hoff
Pour les articles homonymes, voir Hoff.
Benjamin Hoff (né en 1946) est un écrivain américain.

## Publications
- 1981 : The Way to Life (en) (Weatherhill)
- 1982 : The Tao of Pooh (en) (Dutton), en français Le Tao de Pooh
- 1986 : The Singing Creek Where the Willows Grow (Houghton Mifflin), American Book Award en 1988
- 1993 : The Te of Piglet (en) (Dutton), en français Le Te de Porcinet
- 2002 : The House on the Point (Minotaur Books)